# Luka Magnotta
Luka Magnotta (Scarborough, 24 luglio 1982) è un assassino canadese.
Nato come Eric Clinton Kirk Newman, venne condannato all'ergastolo per aver ucciso e smembrato lo studente cinese Jun Lin e aver successivamente spedito le mani e i piedi della vittima ad alcune scuole elementari e alle sedi dei partiti politici canadesi, generando un clamore mediatico di risonanza mondiale. Dopo che un video raffigurante l'omicidio venne pubblicato online nel maggio 2012, Magnotta lasciò immediatamente il Canada, divenendo oggetto di un mandato di cattura internazionale dell'Interpol.
Nel giugno 2012 venne arrestato in un internet café a Berlino mentre consultava notizie su sé stesso. Nel dicembre 2014, dopo otto giorni di deliberazioni, una giuria lo ha condannato all'ergastolo per l'omicidio di Lin. In precedenza era stato segnalato e ricercato da alcuni gruppi per i diritti degli animali in seguito all'aver pubblicato online video di sé stesso nell'atto di torturare e uccidere dei gatti.

## Biografia

### Gioventù
Magnotta è nato come Eric Clinton Kirk Newman il 24 luglio 1982, a Scarborough, un sobborgo di Toronto in Canada, figlio di Anna Yourkin e Donald Newman; fu il primo dei loro tre figli. Secondo quanto dichiarato dallo stesso Magnotta, sua madre sarebbe ossessionata dalla pulizia, avrebbe sistematicamente rinchiuso i suoi figli fuori casa e avrebbe messo i conigli dei figli al freddo per provocarne la morte per assideramento. In seguito alla diagnosi di schizofrenia del padre nel 1994, la coppia si separò, portando Magnotta a trasferirsi da sua nonna Phyllis.
Magnotta frequentò la Weldon Secondary School a Lindsay, in Ontario. Nel 2003 comparve in alcuni video pornografici e svolse occasionalmente lavori come spogliarellista e accompagnatore. Nel 2005 apparve come modello in un numero della rivista Fab di Toronto, con lo pseudonimo di "Jimmy", e nel 2006 cambiò legalmente il suo nome in Luka Rocco Magnotta. Nel 2007 partecipò a un provino per il reality canadese COVERguy, dove venne rifiutato. Si sottopose a diversi interventi di chirurgia estetica, e partecipò a un provino per il programma televisivo canadese Plastic Makes Perfect nel febbraio 2008.

### Prime attività criminali
Nel 2005 venne condannato per furto di identità e per frode dopo aver impersonificato l'identità di una donna per richiedere una carta di credito e aver acquistato beni per un valore di oltre 10.000 dollari canadesi. Ammise la colpevolezza in processo e venne condannato a nove mesi (con sospensione condizionale della pena) e a dodici mesi di libertà vigilata, per poi dichiarare bancarotta nel marzo 2007.
Magnotta creò molti profili su diversi social network e forum online (almeno 20 siti e 50 account Facebook, secondo la polizia canadese) per diversi anni allo scopo di far circolare una varietà di dicerie e di presunti gossip e fake news riguardanti sé stesso. Una di queste storie guadagnò notorietà nel 2007, quando iniziò a circolare la notizia che Magnotta avesse una relazione con Karla Homolka, una nota omicida canadese, anche se lo stesso Magnotta negò ogni coinvolgimento in una successiva intervista sul quotidiano Toronto Sun. Durante le indagini per l'omicidio di Jun Lin, in un primo momento la polizia di Montréal annunciò che effettivamente Magnotta e Homolka si frequentassero, ma presto ritirò la dichiarazione affermando di non avere nessuna prova per sostenerlo. In merito alla presunta relazione con Homolka, Magnotta ha ripetutamente smentito le affermazioni che lui stesso aveva seminato online, descrivendole come fake news e parte di una campagna di cyberbullismo contro di lui.

## L'omicidio di Jun Lin

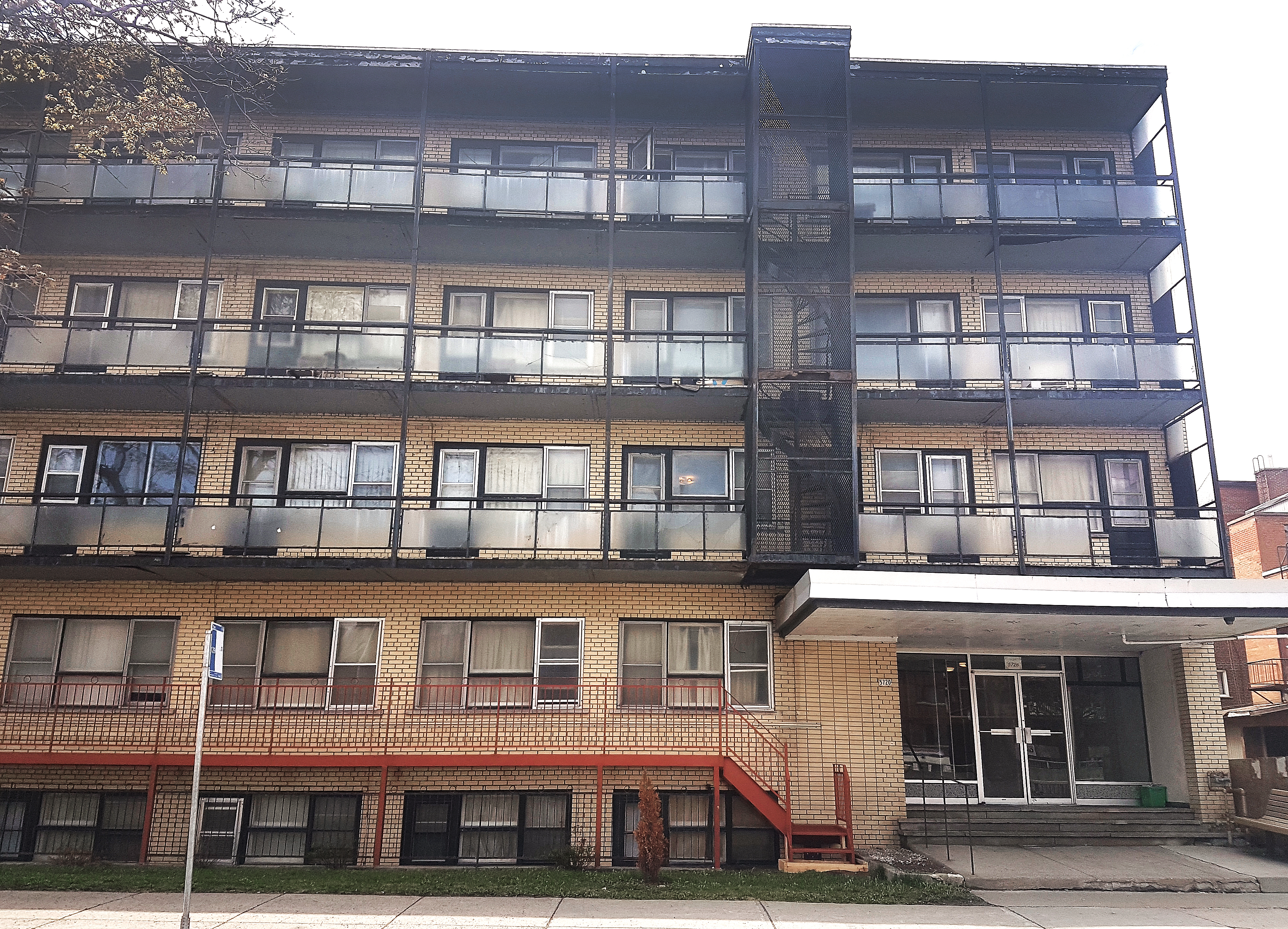
Jun Lin apparve l'ultima volta nelle registrazioni di sorveglianza mentre entrava in questo condominio al 5720 Décarie Boulevard la sera del 24 maggio 2012

Jun Lin (cinese: 林俊S, Lín JùnP) (30 dicembre 1978 - 24/25 maggio 2012), noto anche come Justin Lin, era uno studente cinese fuori sede di Wuhan, laureato in ingegneria e informatica presso la Concordia University; lavorava part-time come commesso in un minimarket a Pointe-Saint-Charles, un sobborgo di Montréal. Lin studiava a Montréal dal luglio 2011, quando si trasferì in un appartamento con un coinquilino il 1º maggio.
Fu visto l'ultima volta il 24 maggio 2012, e i suoi amici riferirono di aver ricevuto gli ultimi messaggi dal suo telefono alle 21:00. Il suo datore di lavoro si insospettì quando non si presentò per il suo turno il giorno seguente. Tre dei suoi amici andarono a cercarlo nel suo appartamento il 27 maggio, e la sua scomparsa venne denunciata alla polizia il 29 maggio.
Il 25 maggio 2012 un video di 11 minuti intitolato 1 Lunatic 1 Ice Pick (1 pazzo e 1 punteruolo da ghiaccio) venne caricato su Bestgore.com, uno shock site canadese, raffigurante un maschio nudo legato su un letto e ripetutamente pugnalato con un punteruolo e un coltello da cucina e quindi smembrato, per poi proseguire con atti di necrofilia. L'assassino utilizza poi un coltello e una forchetta per tagliare parti del corpo della vittima, istigando anche un cane a infierire su di esso. Durante il video viene riprodotta in sottofondo la canzone del 1987 True Faith dei New Order ed è visibile su un muro un poster del film del 1942 Casablanca. Le autorità canadesi ottennero una versione "più estesa" del video, e dichiararono che "potrebbero essere stati eseguiti atti di cannibalismo". Dieci giorni prima dell'omicidio, comparvero online materiali promozionali che preannunciavano il video.
Il 26 maggio un avvocato statunitense, dopo aver visto il video, tentò di denunciarlo alla polizia di Toronto, al suo sceriffo locale nel Montana e al Federal Bureau of Investigation, ma le denunce vennero archiviate dalle autorità. Anche alcuni utenti di Bestgore tentarono di segnalare il video. La polizia in seguito dichiarò il video autentico, e identificò la vittima come un maschio asiatico, affermando che si trattava della stessa persona a cui appartenevano delle parti del corpo che erano state spedite in varie destinazioni a Ottawa.
Il 29 maggio 2012 un pacco contenente un piede sinistro venne recapitato alla sede nazionale del Partito conservatore del Canada. Il pacchetto, macchiato di sangue e maleodorante, era contrassegnato dal simbolo di un cuore. Un altro pacchetto, contenente una mano sinistra e indirizzata al Partito liberale, venne intercettato in una struttura di smistamento di Canada Post. Uno spazzino infine scoprì un torso in decomposizione all'interno di una valigia, abbandonata in un mucchio di immondizia nel vicolo posteriore di un condominio nella zona di Snowdon a Montréal. Vide la valigia una prima volta il 25 maggio, ma questa fu raccolta e quindi aperta solo il 29 maggio a causa della grande quantità di immondizia raccolta in quei giorni.
Durante la perquisizione del luogo del ritrovamento della valigia, la polizia recuperò resti umani, vestiti insanguinati, copie di documenti di identità di Magnotta, la carcassa del cane apparso nel video e "oggetti appuntiti e contundenti" da altri sacchi della spazzatura presenti nel vicolo. Le riprese delle telecamere di sorveglianza dell'interno del condominio mostravano una persona portare numerosi sacchetti di immondizia all'esterno in orari notturni, e le immagini corrispondevano al sospettato mittente dei pacchi, ripreso nell'ufficio postale del quartiere Côte-des-Neiges di Montréal.

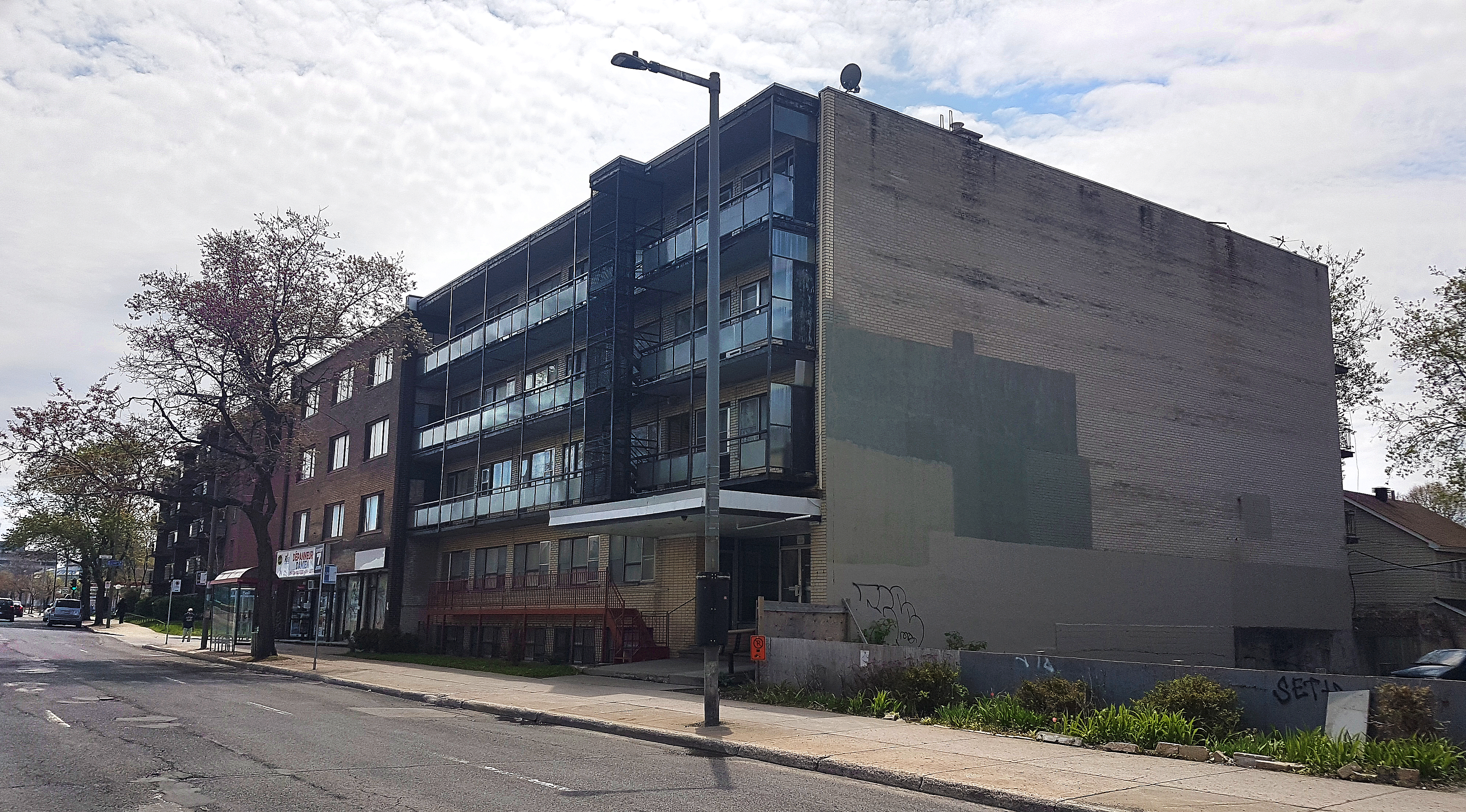
Il condominio dove è avvenuto l'omicidio.

La polizia quindi procedette con la perquisizione dell'appartamento 208 del 5720 Décarie Boulevard, affittato da Magnotta. Si era trasferito nell'appartamento quattro mesi prima, e aveva pagato l'affitto fino al 1º giugno. L'appartamento era stato ripulito e in gran parte svuotato prima di essere abbandonato. Vennero tuttavia rinvenuti resti di sangue su diversi oggetti, tra cui il materasso, il frigorifero, un tavolo e la vasca da bagno. All'interno di un armadio venne trovata una scritta in inchiostro rosso: "Se non ti piace il riflesso. Non guardarti allo specchio. Non mi importa".
Il 30 maggio 2012 gli inquirenti confermarono che le parti del corpo appartenevano allo stesso individuo, successivamente identificato come Jun Lin. A quel punto Magnotta, che aveva già fatto perdere le tracce di sé, venne rapidamente identificato come il responsabile dell'omicidio. In seguito venne ricostruito come Magnotta adescò Lin inscenando una richiesta di un partner per rapporti sessuali su Craigslist, un portale di annunci utilizzato anche per gli incontri personali.
Il pacco inviato al Partito conservatore era accompagnato da una nota in cui si diceva che erano state distribuite sei parti del corpo, e che l'autore avrebbe ucciso di nuovo. Anche gli altri tre pacchetti contenevano note, ma il loro contenuto non fu divulgato dalla polizia, preoccupata di possibili tentativi di emulazione.
Il 5 giugno 2012 due pacchetti contenenti rispettivamente il piede destro e la mano destra di Lin furono recapitati a due scuole elementari di Vancouver; entrambi i pacchi vennero spediti da Montréal.
Il 13 giugno i quattro arti e il busto furono associati a Lin usando campioni di DNA della sua famiglia. Il 1º luglio venne recuperata la testa di Lin sul bordo di un laghetto di un parco di Montréal, in seguito ad una segnalazione anonima.
Il corpo di Lin fu cremato l'11 luglio, e le sue ceneri furono sepolte il 26 luglio al cimitero di Notre Dame des Neiges a Montréal.

## Latitanza
La polizia di Montréal emise un mandato di arresto, successivamente esteso a tutto il paese dalla Royal Canadian Mounted Police. Venne accusato dei seguenti crimini:
- Omicidio di primo grado (la forma più grave di omicidio negli ordinamenti giuridici basati sulla Common law)
- Vilipendio di cadavere
- Pubblicazione di materiale osceno
- Invio per mezzo postale di materiale osceno, indecente, immorale o scurrile
- Molestie all'allora primo ministro canadese Stephen Harper e a diversi parlamentari (i cui nomi non vennero divulgati)

Il 31 maggio 2012 l'Interpol emise un mandato di cattura internazionale per Magnotta su richiesta delle autorità canadesi.
Magnotta, utilizzando il proprio passaporto, aveva nel frattempo regolarmente acquistato il biglietto per un volo da Montréal a Parigi il 25 maggio. Dopo il suo arrivo in Francia, il segnale del suo cellulare fu rintracciato in un hotel a Bagnolet, un sobborgo di Parigi, ma Magnotta si era già dileguato quando la polizia arrivò sul posto; nella stanza furono trovate riviste pornografiche e un sacchetto per il vomito (del tipo distribuito nei voli di linea). Magnotta si servì di un passaporto falso, a nome di Kirk Trammel, per registrarsi nell'albergo. Secondo gli inquirenti disponeva di contatti a Parigi risalenti a una precedente visita del 2010: la polizia infatti monitorava un uomo che era stato in passato in contatto con Magnotta. Un altro uomo, con cui Magnotta rimase due notti, non si rese conto di chi fosse finché non se ne andò; Magnotta quindi si diresse a Berlino con un autobus partito dalla stazione Bagnolet.
Il 4 giugno 2012 infine venne arrestato dalla polizia tedesca in un internet cafè nel quartiere berlinese di Neukölln, mentre leggeva notizie su sé stesso. Tentò di fornire generalità false alla polizia prima di ammettere la sua vera identità, in seguito confermata anche dalle impronte digitali. Magnotta comparve in un tribunale di Berlino il 5 giugno 2012. Secondo funzionari tedeschi, non si oppose alla sua estradizione. Esistevano prove sufficienti per tenerlo in custodia fino all'estradizione, e accettò un procedimento di estradizione semplificato.
Il 18 giugno 2012 Magnotta venne consegnato alle autorità canadesi a Berlino ed estradato a Montréal con un volo di stato; il governo preferì l'utilizzo di un trasporto militare a causa di possibili problemi di sicurezza nell'utilizzo di un volo commerciale e di potenziali difficoltà legali se l'aereo fosse stato costretto a dirottare in altri Paesi. Fu detenuto in regime di isolamento nel carcere di Montréal Rivière-des-Prairies.

## Conseguenze
Le reazioni in Cina furono da subito negative, con molti pareri critici in merito alla presunta motivazione razziale dell'omicidio. I media cinesi misero in dubbio la sicurezza pubblica in Canada, in quanto si trattava del secondo omicidio di uno studente cinese in poco più di un anno; l'allora ministro degli esteri canadese John Baird chiamò l'ambasciatore cinese Junsai Zhang per esprimere le proprie condoglianze.
Il 4 giugno 2012 il primo ministro canadese Stephen Harper si dichiarò lieto che il sospettato fosse stato arrestato e si congratulò con le forze di polizia per il loro operato. Il leader del Partito Liberale Bob Rae dichiarò che i canadesi avrebbero dovuto rammaricarsi per la vittima piuttosto che celebrare la notorietà di Magnotta "in qualsiasi modo, mezzo o forma".
La famiglia di Jun Lin arrivò all'aeroporto di Montréal due giorni dopo, e l'Associazione di studenti e studiosi cinesi della Concordia University istituì un fondo per coprire le spese sostenute dalla famiglia durante la sua permanenza in Canada; venne istituito un premio alla sua memoria, e a Montréal si svolse una veglia in suo onore.
Il 16 luglio 2013 la polizia di Edmonton denunciò il proprietario di Bestgore.com Mark Marek per il reato di corruzione della morale pubblica, un'imputazione utilizzata raramente in Canada, per aver ospitato sul suo sito internet il video 1 Lunatic 1 Ice Pick. Marek si dichiarò colpevole il 25 gennaio 2016 e gli venne comminata una condanna di sei mesi con sospensione condizionale della pena dopo le richieste congiunte della corona (il pubblico ministero, nei tribunali canadesi) e della difesa. Dovette comunque scontare metà della pena agli arresti domiciliari.

## Procedimenti giudiziari

### L'udienza preliminare
Il 19 giugno 2012 Magnotta comparve in tribunale tramite collegamento video, e tramite il suo avvocato si dichiarò innocente. Il 21 giugno Magnotta apparve di persona nell'aula ad alta sicurezza del tribunale di Montréal e richiese un processo con giuria, una tipologia di processo solitamente utilizzata in diversi paesi anglosassoni dove la decisione ultima sui fatti è rimessa a una giuria di privati cittadini che in base alle istruzioni del giudice deve giudicare sulla verità dei fatti discussi dalle parti ed eventualmente il tipo di pena.
L'udienza preliminare iniziò l'11 marzo 2013, e le prove presentate dalle parti furono soggette a divieto di pubblicazione. La difesa di Magnotta chiese che il pubblico e i media fossero esclusi dall'udienza, ma la richiesta venne rifiutata dal giudice il giorno successivo. Anche il padre di Jun Lin, Diran Lin, lasciò la Cina per assistere al processo. Il 13 marzo uno degli avvocati di Magnotta rinunciò all'incarico a causa di possibili conflitti di interesse. Tecnici ed esperti testimoniarono nell'udienza, tra cui un patologo, un tossicologo, un odontologo, un analista di tracce ematiche, specialisti del recupero dei dati e un agente di polizia specializzato nelle indagini su internet. L'accusa mostrò anche prove video. Sia Magnotta che Lin, in momenti diversi del procedimento, ebbero dei crolli emotivi.
Il 12 aprile 2013 Magnotta venne quindi accusato di omicidio di primo grado, vilipendio di cadavere, diffusione di materiale osceno, utilizzo del servizio postale per la diffusione di materiale osceno e molestie.

### Il processo
Magnotta richiese di essere giudicato con un processo in cui fossero presenti giudice e giuria, dichiarandosi innocente: ammise di aver commesso i crimini di cui era accusato, ma si appellò a una riduzione della responsabilità dichiarandosi infermo mentale. Il procuratore generale Louis Bouthillier diede ufficialmente avvio al processo il 29 settembre 2014. Il giudice della corte superiore del Quebec Guy Cournoyer presiedette il processo, durato 10 settimane. Il giorno di apertura, informò i giurati che Magnotta "ammette gli atti o i comportamenti alla base del crimine per il quale è accusato. Il vostro compito sarà determinare lo stato mentale con cui ha commesso ciascun reato."
Al di fuori dell'appartamento di Magnotta furono recuperati sei strumenti (un paio di forbici, due coltelli, un cacciavite, un seghetto a lama oscillante e un martello), che vennero analizzati dall'esperto di balistica Gilbert Desjardins. Stabilì che non esistevano prove certe e inconfutabili per associare Magnotta all'omicidio, e che nessun segno scheletrico mostrava l'utilizzo del cacciavite o delle forbici, ma alcuni segni erano compatibili con lesioni prodotte da lame.
Durante il processo, l'avvocato della difesa Luc Leclair sostenne che Magnotta era in una crisi psicotica al momento dei crimini, e non poteva essere ritenuto capace di intendere e volere. Il procuratore sostenne invece che l'omicidio di Jun Lin fosse organizzato e premeditato, e che Magnotta era "intenzionato, consapevole, ultra organizzato e in definitiva responsabile delle sue azioni".
Magnotta scelse di non testimoniare durante il processo.
Dopo un processo di 12 settimane, incluse 10 settimane di testimonianze, la giuria composta da otto donne e quattro uomini ricevette le istruzioni finali dal giudice il 15 dicembre 2014, ed è stata sequestrata (ovvero isolata da possibili pressioni esterne, e i membri alloggiati in alberghi separati) prima di iniziare le deliberazioni il giorno successivo. Dopo otto giorni di deliberazioni, espressero un verdetto di colpevolezza piena per tutte le accuse; Magnotta dunque venne condannato all'ergastolo, con possibilità di accedere alla libertà condizionale non prima di 25 anni di detenzione. Venne anche condannato a 19 anni per altre accuse, da scontare contemporaneamente all'altra condanna (e quindi non cumulate).
Magnotta presentò ricorso chiedendo l'annullamento delle condanne e l'istituzione di un nuovo processo. L'appello, che citava anche un vizio di forma nell'istituzione della giuria, venne presentato alla corte d'appello del Quebec dall'avvocato difensore Luc Leclair. L'appello affermava inoltre che "i verdetti sono irragionevoli e non supportati dalle prove e dalla fase istruttoria". Magnotta tuttavia ritirò il suo ricorso in appello il 18 febbraio 2015.

### Condizione mentale
| Esperto         | Diagnosi | Corona / Difesa |
| --------------- | --- | --------------- |
| Dr.ssa Roy      | Disturbo borderline di personalità con tratti istrionici                                                      | Indipendente    |
| Dr. Paris       | Disturbo borderline di personalità                                                                            | Corona          |
| Dr. Chamberland | Disturbo antisociale di personalità, disturbo istrionico di personalità, disturbo narcisistico di personalità | Corona          |
| Dr. Allard      | Schizofrenia paranoica                                                                                        | Difesa          |
| Dr. Watts       | Schizofrenia, disturbo istrionico di personalità, tratti borderline di personalità, parafilia                 | Difesa          |
| Dr. Barth       | Schizofrenia paranoica                                                                                        | Difesa          |

Durante il processo, i testimoni della difesa dimostrarono che a Luka Magnotta venne diagnosticata una schizofrenia paranoica da adolescente. L'esperto della difesa Joel Watts dichiarò che Magnotta mostrava segni di schizofrenia episodica di tipo indifferenziato, disturbo istrionico di personalità e tratti borderline di personalità e parafilia non meglio specificati. L'accusa dimostrò l'utilizzo di droghe illegali da parte di Magnotta durante la sua adolescenza, che lo portarono a mostrare sintomi simili alla schizofrenia, e l'esperto della corona Joel Paris gli diagnosticò un disturbo borderline di personalità nell'aprile 2012. Renée Roy, psichiatra forense che aveva in cura Magnotta presso il centro di detenzione di Rivières-des-Prairies dal novembre 2012, diagnosticò a Magnotta un disturbo borderline di personalità con caratteristiche istrioniche. Gilles Chamberland, un altro esperto della corona che però non fu in grado di visitare personalmente Magnotta, gli diagnosticò un disturbo di personalità antisociale, istrionico e narcisistico. Numerosi psichiatri nel corso degli anni notarono che Magnotta mostrava tratti antisociali, borderline, istrionici e narcisistici. L'accusa dunque accusò Magnotta di fingere una condizione schizofrenica come strategia difensiva allo scopo di ottenere una riduzione della responsabilità nei crimini commessi.

## Indagini su possibili altri crimini
Si ritiene che Magnotta sia l'autore di una serie di video ritraenti crudeltà verso gli animali pubblicati su YouTube a partire dal 2010, tra cui uno intitolato "1 boy 2 kittens" ("1 ragazzo 2 gattini") che raffigurava un uomo rinchiudere due gattini in una busta di plastica per il sottovuoto per poi soffocarli con un aspirapolvere. Nel gennaio 2011, un gruppo privato di Facebook identificò Magnotta come la persona che appariva in questi video; gruppi di attivisti per i diritti degli animali successivamente offrirono una ricompensa di 5.000 dollari per chiunque lo consegnasse alla giustizia. Inizialmente venne soprannominato "vacuum kitten killer" ("l'assassino di gatti dell'aspirapolvere") dagli attivisti online. Nel febbraio 2011, la polizia di Toronto avviò indagini su Magnotta in relazione ai video dopo aver ricevuto una denuncia dalla Ontario Society for the Prevention of Cruelty to Animals. L'associazione contattò anche la Royal Society for the Prevention of Cruelty to Animals in Inghilterra, l'FBI e la polizia di Montréal.
L'8 giugno 2012, il dipartimento di polizia di Los Angeles annunciava di essere in contatto con la polizia di Montréal allo scopo di determinare se Magnotta fosse coinvolto anche nell'allora irrisolto omicidio e decapitazione di Hervey Medellin, nel caso noto come "Hollywood sign murder", per poi escludere in seguito che l'omicidio fosse correlato a Magnotta.
Magnotta venne anche indagato per possibili collegamenti con una serie di omicidi avvenuti a Toronto nel periodo 2010-2017, ma anche questi addebiti vennero scartati per mancanza di prove.

## Cultura di massa
Il caso Magnotta venne subito associato nel nord America con Mark Twitchell, un assassino che, ispirandosi alla serie TV Dexter, usava i social media nei suoi crimini e per auto-promuovere il suo lavoro. L'autore Steve Lillebuen descrisse nel suo libro sul caso una nuova tendenza nella criminalità, che tramite i social network consente agli assassini di diventare vere e proprie "emittenti online" e avere l'accesso diretto e immediato all'attenzione di un pubblico potenzialmente globale che spesso desiderano.
Il servizio di streaming Netflix ha prodotto un documentario in tre parti, intitolato Giù le mani dai gatti, diretto da Mark Lewis sul caso Magnotta e il gruppo di persone che hanno aiutato a rintracciarlo su internet, e lo ha presentato il 18 dicembre 2019.